# Marcha del Orgullo LGBT de Puebla
La Marcha del Orgullo LGBT de Puebla es una manifestación anual que celebra la diversidad sexual y de género, así como los derechos humanos de la comunidad LGBT+ en la ciudad de Puebla, México. Se lleva a cabo cada mes de junio, en el marco del Mes del Orgullo, y es organizada por diversos colectivos y organizaciones LGBT+ locales.
La Marcha del Orgullo LGBT de Puebla ha crecido en participación a lo largo de los años. En 2024, se estimó una asistencia de hasta 30,000 personas, consolidándose como una de las marchas más importantes del país.

## Historia

### Antecedentes
En los años 90, la comunidad LGBT+ sufría serias agresiones y represión por parte de la sociedad y el gobierno estatal. En aquel entonces la Ciudad de México ya había transitado por una lucha en favor de los derechos LGBT desde 1979, pero en Puebla la represión se agudizó en la década de los 90. El activista Onán Velázquez cuenta que en 1994: 
"Incluso en pleno centro de Puebla, a plena luz del día, unos tipos que se bajaron de un automóvil y con un palo de escoba o un bate de béisbol me golpearon detrás de las rodillas para caer de bruces en la banqueta y obviamente, como son ataques cobardes, esos tipos se subieron al coche y se fugaron" 
Las represiones se mantuvieron hasta el año 2000, con la llegada al poder del gobernador Mario Marín. Entre la comunidad LGBT poblana, se sabía que los sitios para "ligar" se encontraban el Zócalo y el Paseo Bravo, por eso era común que la policía frecuentara la zona para extorsionar a los jóvenes o incluso obligarlos a realizar felaciones a cambio de no ser detenidos.
Ese año, Onán y su pareja de entonces, José Juan González, se disponían a viajar a Alemania tras una fiesta de despedida cerca del Jardín de Santa Inés. A la fiesta llegaron dos amigos suyos gravemente heridos, argumentando que unos elementos de la polícia municipal los habían golpeado por besarse en el jardín. El grupo de amigos los llevó a una clínica del IMSS pero el personal médico se negó a atenderlos por ser homosexuales diciendo "aquí no atendemos sidosos". En ese momento Onán convenció a Juan de no viajar a Alemania y luchar por los derechos de la diversidad, fundando la organización "No dejarse es incluirse A.C." que posteriormente se conocería como Vida Plena Puebla.

### La exposición de fotografías
La organización Vida Plena (que apenas constaba de 8 personas), participó en la marcha del EZLN del año 2000 a la Ciudad de México, lo que les habría inspirado a generar actividades culturales, conferencias y manifestaciones públicas. El primer evento que organizaron ocurrió en la Galería del Hotel Mesón San Sebastián, donde colocaron reproducciones de las fotografías que la artista sueca Elisabeth Ohlson había realizado representando el cristianismo con personas LGBT+.
Nunca se había realizado una exposición similar en aquel estado, lo que provocó que la arquidiócesis poblana solicitara su retiro inmediato por inapropiado. El acto aumentó el interés de la sociedad por la exposición al grado que el Mesón permitió la exhibición por unas semanas más.

### Primera marcha
Ante el éxito de la exposición y las actividades culturales, se decidió organizar una manifestación con el fin de protestar contra las políticas represivas del gobierno. La manifestación tenía dos exigencias: que el gobierno facilitara el acceso a preservativos para combatir el VIH y que cesara el hostigamiento policíaco contra la comunidad LGBT.
La manifestación pretendía coincidir con el 28 de junio (en memoria de Stonewall y la marcha mexicana de 1979) pero como se negaba la fecha, fue organizada para el 31 de marzo de 2002, fecha que además de coincidir con el natalicio de Benito Juárez y la primavera, ocurrió paradójicamente en un domingo de ramos. Ante el temor de una represión policial, se optó por no llamarle marcha sino "caravana" usando el lema de Juárez "El derecho al respeto ajeno es la paz".
Se imprimió un cartel de convocatoria en hojas de papel bond y se contrató un camión que llevaría drag queens arriba realizando el recorrido. La caravana apenas convocó a 30 personas.
El recorrido tuvo un trayecto largo. Inició en el Parque Juárez de Plaza Dorada (famoso por ser punto de reunión para primeras citas LGBT y por coincidir, una vez más, con Juárez). De ahí, hizo paradas en Analco y en la fuente de Zaragoza en los Fuertes, posteriormente siguió sobre la calle Defensores de la República, 5 de mayo hasta llegar a las instalaciones de Derechos Humanos.  Ahí se leyó el primer posicionamiento.
El recorrido continuó por la Fuente de los Frailes y Avenida Juárez hasta llegar a TV Azteca Puebla donde la televisora les realizó entrevistas. Aunque a estas alturas del recorrido, la lluvia sorprendió a la caravana, la euforia les instó a concluir hasta el Zócalo de Puebla frente al Palacio de Gobierno donde se leyó por última vez aquel primer comunicado

### Legado
Ante aquella primera visibilización de la comunidad LGBT poblana, casi enseguida el activista Toño Chamorro creó la organización Juventud Alpha, con el fin de crear espacios seguros para la comunidad LGBT en la capital poblana.
Vida Plena decidió mantener activa la organización de una manifestación anual, pero al llegar la segunda marcha en 2003, el partido político PRD se acercó a ellos con el fin de politizar el evento, unirse y formar una alianza. El colectivo negó la entrada de cualquier partido político a la manifestación y desde entonces es una de las pocas marchas en México organizada totalmente desde la ciudadanía. La segunda edición de la marcha contó con la asistencia de aproximadamente 1000 personas.
Hasta 2024 se contabilizaban 40 grupos de acción en los derechos LGBT+ dentro del estado de Puebla. En la edición de aquel año de la marcha se contabilizó una asistencia aproximada de 30 000 personas.
La primera marcha del orgullo en Puebla se realizó en 2002, organizada por el colectivo Vida Plena Puebla, marcando el inicio de una tradición de visibilidad y lucha por los derechos de la comunidad LGBT+ en la región.

## Organización
A lo largo de los años, la marcha ha sido organizada por diversos colectivos y organizaciones, incluyendo el Comité Orgullo Puebla y APPS Derechos Humanos. Estos grupos han coordinado actividades culturales, artísticas y de concientización en torno a la marcha.

## Recorrido y actividades
La marcha generalmente inicia en el Parque Juárez y recorre diversas calles del centro de Puebla, culminando en el zócalo de la ciudad. En ediciones recientes, el evento ha incluido conciertos y presentaciones artísticas. Por ejemplo, en 2024, la cantante Flor Amargo ofreció un concierto gratuito al finalizar la marcha.

## Temas y demandas
Cada edición de la marcha ha abordado diferentes temas y demandas de la comunidad LGBT+. En 2025, la marcha se realizó bajo el lema “Crimen pasional, mentira nacional”, en memoria del magistrade Jesús Ociel Baena, y para exigir justicia y reconocimiento de los crímenes de odio.